# Alex Poythress
Alex Poythress (ur. 6 września 1993 w Savannah) – amerykański koszykarz, występujący na pozycjach niskiego oraz silnego skrzydłowego, obecnie zawodnik Zenitu Petersburg.
W 2012 wystąpił w meczu gwiazd amerykańskich szkół średnich – McDonald’s All-American.
22 sierpnia 2017 podpisał umowę z Indianą Pacers na występy zarówno w NBA, jak i zespole G-League – Fort Wayne Mad Ants. 6 lipca 2018 został zwolniony przez klub z Indiany.
20 sierpnia 2018 zawarł kontrakt z Atlantą Hawks na występy zarówno w NBA, jak i zespole G-League – Erie BayHawks.
12 sierpnia 2019 dołączył do chińskiego Jilin Northeast Tigers. 28 listopada został zawodnikiem tureckiego Galatasaray Doğa Sigorta.
8 lipca 2020 podpisał umowę z rosyjskim Zenitem Petersburg.

## Osiągnięcia
Stan na 19 grudnia 2020, na podstawie, o ile nie zaznaczono inaczej.
NCAA
- Wicemistrz NCAA (2014)
- Uczestnik:
  - NCAA Final Four (2014, 2015)
  - turnieju NCAA (2014–2016)
- Mistrz:
  - sezonu zasadniczego konferencji Southeastern (SEC – 2015, 2016)
  - turnieju konferencji SEC (2015, 2016)
- Zaliczony do:
  - I składu pierwszoroczniaków SEC (2013)
  - II składu Academic All-American (2016)
  - SEC Academic Honor Roll (2013–2016)

D-League
- Zaliczony do:
  - I składu defensywnego D-League (2017)[10]
  - II składu D-League (2017)[11]
- Uczestnik:
  - meczu gwiazd D-League (2017)
  - konkursu wsadów (2017)